# Pierre-Étienne Monnot

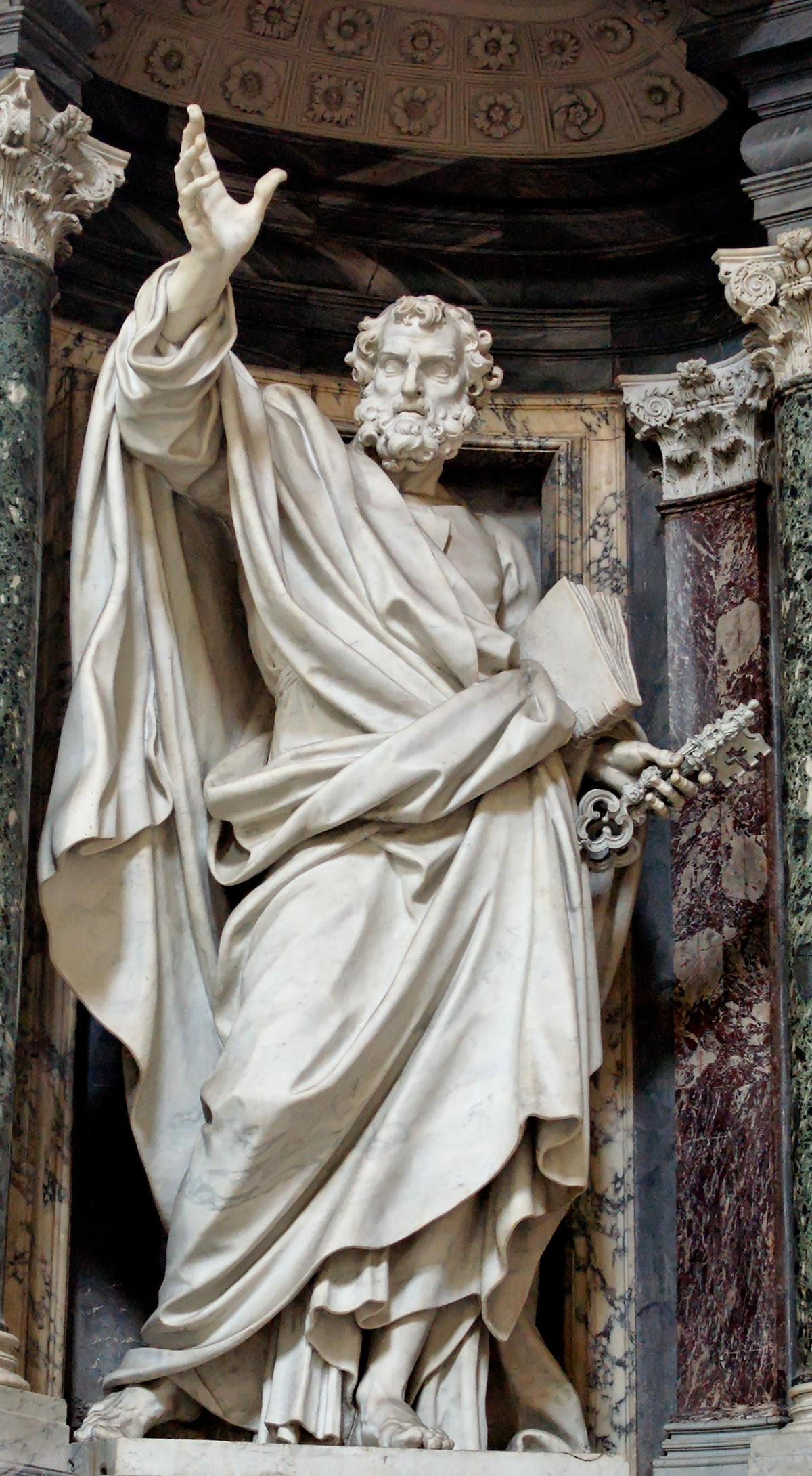
Sankt Petrus, San Giovanni in Laterano.

Pierre-Étienne Monnot, född 9 augusti 1657 i Orchamps-Vennes, död 24 augusti 1733 i Rom, var en fransk skulptör under barocken. Han var från 1687 verksam i Rom.

## Skulpturer i urval
- Sankt Petrus – San Giovanni in Laterano, Rom
- Sankt Paulus – San Giovanni in Laterano, Rom
- Konungarnas tillbedjan, Santa Maria della Vittoria, Rom
- Flykten till Egypten, Santa Maria della Vittoria, Rom
- Gravmonument över Innocentius XI, Peterskyrkan (Monnot reviderade Carlo Marattas ritningar.)